# Maria, Hilfe der Christen (Stadtbergen)

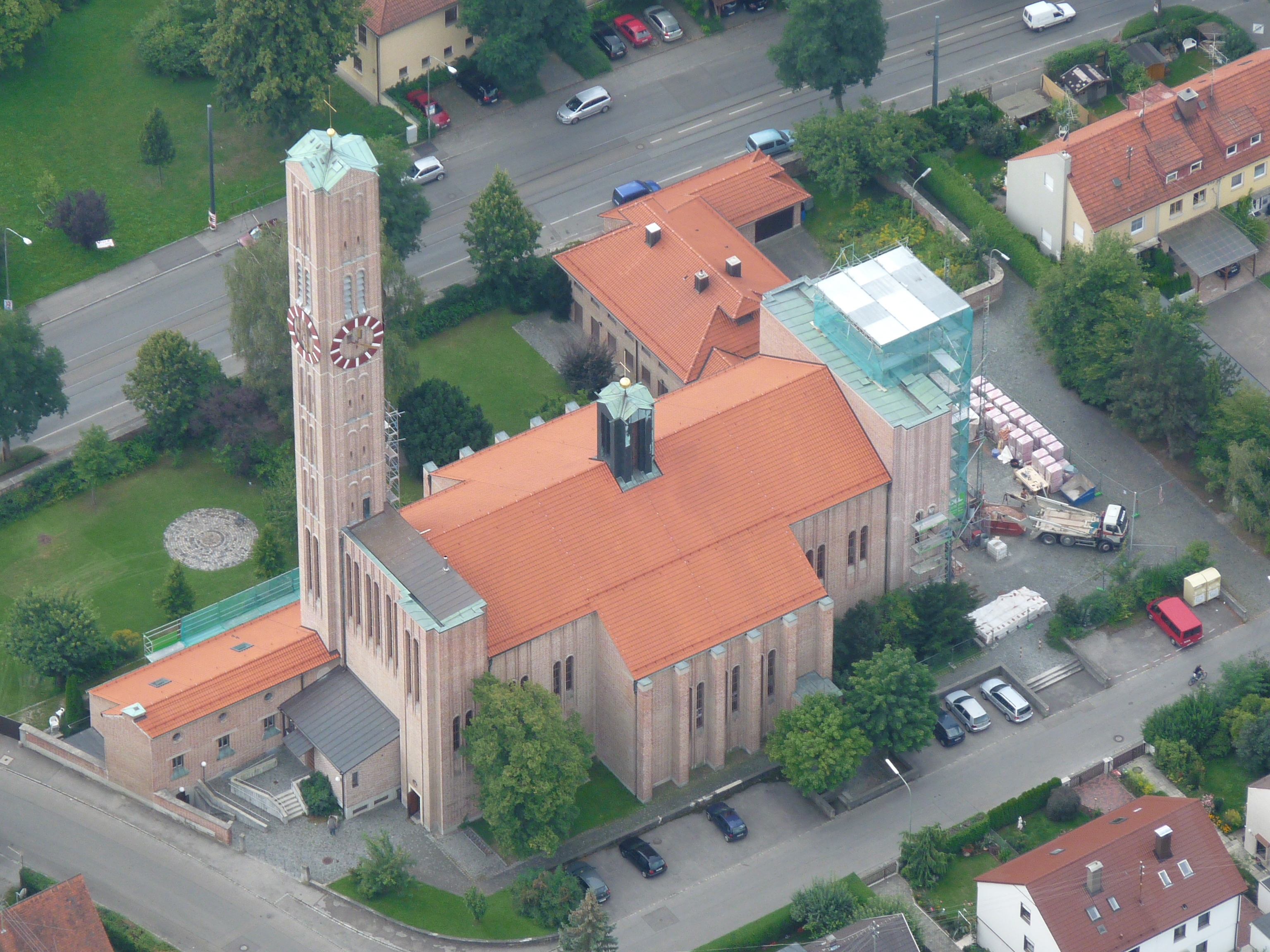
Maria, Hilfe der Christen, Stadtbergen

Die römisch-katholische Pfarrkirche Maria, Hilfe der Christen steht in Stadtbergen, einer Stadt im schwäbischen Landkreis Augsburg von Bayern. Das Bauwerk ist in der Liste der Baudenkmäler in Stadtbergen als Baudenkmal unter der Nr. D-7-72-202-15 eingetragen.

## Beschreibung

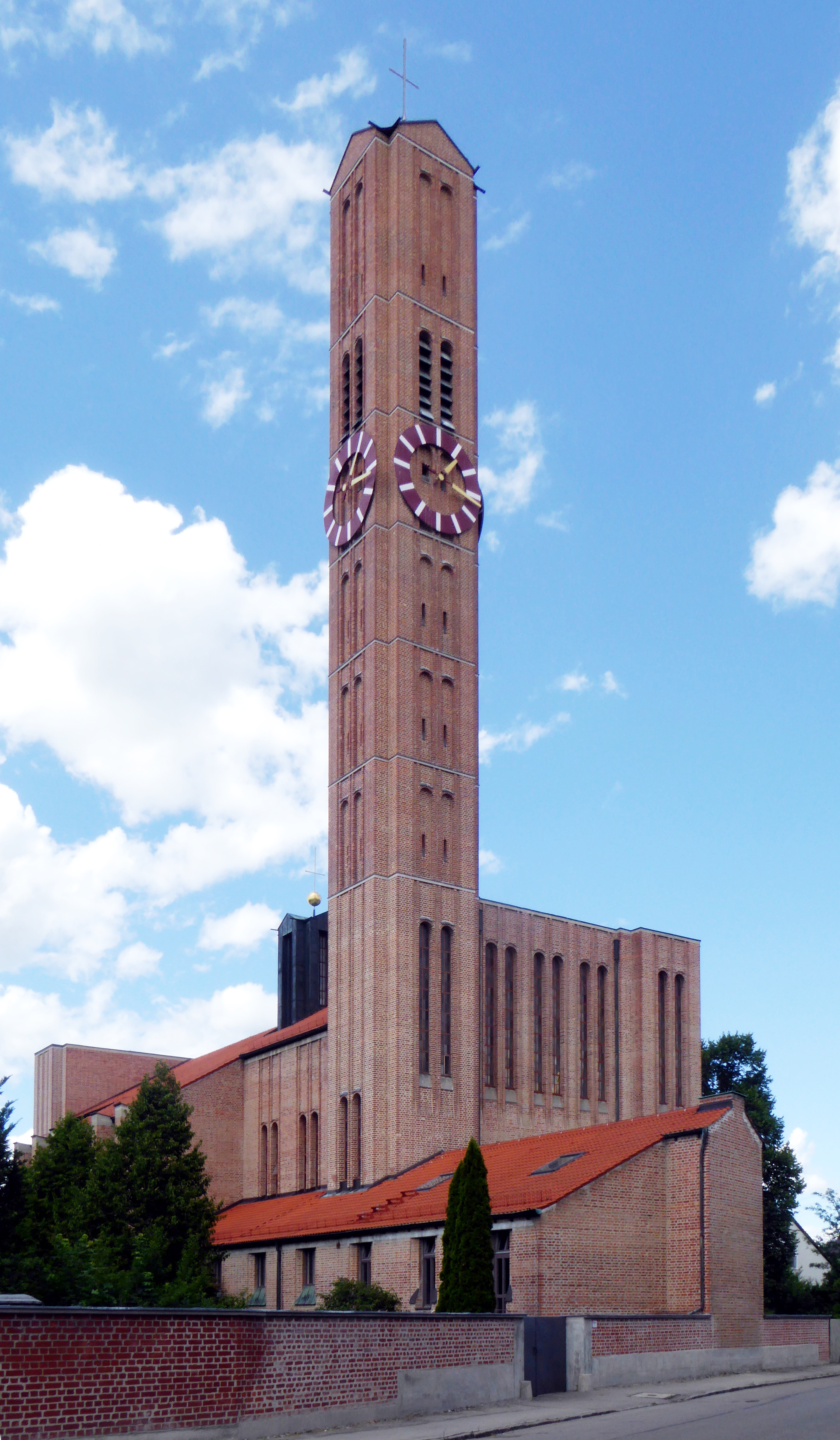
Eingangsseite

Die Kreuzkirche in Backsteinexpressionismus wurde 1952/53 nach einem Entwurf von Thomas Wechs errichtet. Im Osten und im Westen befinden sich Anbauten. Der Kirchturm steht an der Südostecke. Über der Vierung erhebt sich ein Dachreiter.
Der Innenraum ist mit Hängekuppeln aus Stahlbeton unterteilt.

### Orgel
1959 wurde die Orgel, ein Werk Firma Orgelbau Sandtner aufgestellt. Die Schleifladenorgel, mit elektropneumatischer Spiel- und Registertraktur, befindet sich auf der Westempore. Der Orgelprospekt wurde von dem Architekten der Kirche, Thomas Wechs, entworfen.
Die Orgel hat 29 Register, drei  Manuale und Pedal.